# ليديا بريتو
ليديا بريتو هي عالمة بيئة ومهندسة موزمبيقية، (و. 1965  م).